# Malukui nemespapagáj
A malukui nemespapagáj, vagy korábbi nevén nemes papagáj (Eclectus roratus) a madarak (Aves) osztályának papagájalakúak (Psittaciformes) rendjébe, ezen belül a szakállaspapagáj-félék (Psittaculidae) családjába tartozó faj.
Nemének a típusfaja és egészen 2006-ig az egyetlen ismert faja is.

## Előfordulása
Ausztráliában, Indonéziában, Új-Guineában, a Salamon-szigeteken és más szigetcsoportokon megtalálhatók. Még megtalálhatóak az ausztráliai York-félszigeten is.
Egyes szigetekre a madarakat eredetileg valószínűleg díszállatként telepítették be, például a Palau szigetekre és a Goram szigetre. 
Megpróbálták meghonosítani a Hawaii szigeteken is, de nem sikerült.
Kedvelik a sűrű esőerdőket.

## Alfajai
A jelen állás szerint ennek a papagájfajnak az alábbi 7 alfaja van elfogadva:
- Ausztrál nemespapagáj (Eclectus roratus macgillivrayi)
- Nagy nemespapagáj (Eclectus roratus roratus)
- Salamon-szigeteki nemespapagáj (Eclectus roratus solomonensis)
- Halmahera-nemespapagáj (Eclectus roratus vosmaeri)

Egyesek szerint az alábbi 3 taxon is önálló alfajnak tekinthető:
- Aru-szigeteki nemespapagáj (Eclectus roratus aruensis)
- Biak-szigeteki nemespapagáj (Eclectus roratus biaki)
- Westerman-nemespapagáj (Eclectus roratus westermani)

## Megjelenése
|  |  |

Testhossza 35 centiméter, szárnyfesztávolsága akár 70 centiméter is lehet. Testtömege alfajtól függően 380-520 gramm. A hím és tojó tollazatának igen eltérő színe feltehetőleg a papagájok túlélési esélyét növeli a trópusi erdőben. A hím sok időt tölt el azzal, hogy a fák koronájában kutat táplálék után; a levelek között alig tűnik fel élénk zöld tollazata. Az odúk félhomályában költő tojót az árnyékba beleolvadó piros-kék színű tollai álcázzák. Hathetes korukban a nőnemű kismadarak tollazata már sokkal színpompásabb, mint a hímneműeké.

## Életmódja
Társas lény, pihenőhelyeiken akár 80 madár is összegyűlhet. A tojó erősen domináns. Táplálékukat is párosan vagy csoportosan keresik. A tápláléka lehet fák magvai, makktermés, virágok és levelek, de legfőképp gyümölcsök. Élettartama elérheti a 40-50 évet.

## Szaporodása
A nemespapagájok 18 hónapos koruk után lesznek ivarérettek. A költési időszak a környezettől és a klímától függ; kedvező körülmények között egész évben. Költések száma általában egy, de több is lehet. Egy fa odvában 2 fehér tojást rak a tojó, melyeken 26 nap kotlik, eközben a hím táplálja. A fiatal madarak körülbelül 85 nap után repülnek ki.
|  |  |